# 适马 105mm F1.4 DG HSM
适马 105mm F1.4 DG HSM是由适马公司于2018年3月发布的长焦镜头，隶属于Global Vision的Art系列。
该枚镜头是具有F1.4开放光圈，焦距最长的135镜头之一（尼康公司的AF-S NIKKOR 105mm F1.4E ED与之持平），在拍摄中会呈现良好的散景效果，官方以「BOKEH MASTER」散景大师之名称进行宣传。

## 概述
适马 105mm F1.4 DG HSM是2012年更新的Art系列中，第6枚具有F1.4光圈的全画幅镜头，也是适马历史上第一枚该规格镜头。
设计中使用了3枚FLD镜片，2枚SLD镜片以及1枚非球面镜片，用于在保证通光量与高分辨率条件下，进一步纠正轴向色差，降低彗差。
同时，该镜头还支持在佳能与索尼机身上的数字像差校正。

## 评价
相比较2016年，由尼康公司推出的AF-S NIKKOR 105mm F1.4E ED镜头，适马达到了主要规格上的一致，而在外形与重量上更有压倒性（滤镜螺纹105mm vs. 85mm，重量 1645g vs. 985g），也被部分爱好者称作「健身器材」。

## 附件
- 遮光罩 LH1113-01
- 可拆卸镜身脚架座 TS-111
- 胶圈保护罩 PT-21